# Orosz Andrea
Orosz Andrea (Budapest, 1967. július 25. –) többszörös ifjúsági Európa-bajnok és 27-szeres felnőtt magyar bajnok úszó, országos csúcstartó, Csipes Tamara olimpiai bajnok kajakozó édesanyja.

## Sportpályafutása
Ötévesen tanult meg úszni, annak hatására, hogy nővérének orvosai ezt a testmozgást javasolták. Első klubja a Vasas volt, ahol edzője eleinte hátúszót szeretett volna faragni belőle. Amikor azonban átkerült a Budapesti Spartacusba, átállították a gyorsúszásra, mondván, alkatának leginkább ez az úszásnem felel meg. Első felnőtt versenyén, az 1980-as országos bajnokságon – alig 13 évesen – egyéniben harmadik lett, míg a 4 × 100 méteres gyorsváltó tagjaként megszerezte első felnőtt aranyérmét. A következő két év – az 1981-es és az 1982-es – jelentette számára az igazi kiugrást, amikor az összes gyorsúszó-számban (100, 200, 400 és 800 méter) ő tartotta az országos csúcsot, ez azóta is páratlan teljesítmény. Az is egyedülálló idehaza, hogy a gyorsúszó-számokban valamennyi korosztályban (a gyermektől a felnőttig) minden országos csúcsot megdöntött. 1983-ban elhagyta a rövid távokat, a 100 és a 200 métert, és már csak a hosszabb távokra, a 400 és a 800 méterre koncentrált.
15 évesen nyert először Ifjúsági Európa-bajnokságot, amit később újabb aranyérmek követtek. 16 évesen szerepelt az első felnőtt Európa-bajnokságán, ahol csak az NDK-s úszónők tudták legyőzni.
Az 1984-es Los Angeles-i olimpiára esélyesként utazhatott volna, hiszen pályafutása csúcsán volt. Ám a győzelem lehetőségétől megfosztotta a hazai sportvezetés döntése, miszerint Magyarország – a Szovjetunióval és más szocialista országokkal együtt – bojkottálja az ötkarikás játékokat, válaszul arra, hogy az amerikaiak négy évvel korábban nem vettek részt a moszkvai olimpián. Az olimpia helyett így abban az évben a Moszkvában rendezett Barátság versenyeken indult és a 4 × 100 méteres gyorsváltóval ezüstérmes lett.
Négyszer választották az év magyar úszónőjévé: 1982-ben, 1983-ban, 1985-ben és 1986-ban.
1985-ben olyan időt (4:12:40) úszott 400 gyorson az országos bajnokságon, ami akkor a világon a negyedik legjobb volt. Ez az idő 15 évig volt országos csúcs, azt Risztov Éva csak 2000-ben tudta megjavítani. Pályafutását 1988-ban hagyta abba.

## Sporteredményei
Világbajnokság:
8. hely 1986    400 m gyors
Európa-bajnokság:
4. hely 1985    200 m gyors
4. hely 1985    400 m gyors
5. hely 1983    400 m gyors
6. hely 1983    200 m gyors
Magyar bajnokság:
- Aranyérmes: 27 alkalommal lett bajnok, 100, 200, 400, 800 méteren, a 4 × 100-as és 4 × 200-as gyorsváltóban, valamint a 4 × 100-as vegyes váltóban.

## Rekordjai
100 m gyors
- 58,55 (1981. augusztus 16., Volgográd) országos csúcs
- 58,40 (1981. augusztus 16., Volgográd) országos csúcs
- 57,93 (1982. augusztus 26., Innsbruck) országos csúcs
- 57,82 (1983. július 14., Budapest) országos csúcs

200 m gyors
- 2:03,85 (1982. június 19., Verona) országos csúcs
- 2:03,12 (1983. július 23., Budapest) országos csúcs
- 2:02,65 (1983. augusztus 23., Róma) országos csúcs
- 2:02,46 (1985. április 13., Budapest) országos csúcs

400 m gyors
- 4:22,23 (1981. augusztus 18., Volgográd) országos csúcs
- 4:21,25 (1982. augusztus 15., Budapest) országos csúcs
- 4:18,17 (1983. június 19., Róma) országos csúcs
- 4:16,90 (1983. július 10., Budapest) országos csúcs
- 4:14,72 (1983. augusztus 24., Róma) országos csúcs
- 4:12,40 (1985. július 11., Budapest) országos csúcs

800 m gyors
- 8:56,59 (1981. augusztus 18., Volgográd) országos csúcs
- 8:46,55 (1984. május 10., Róma) országos csúcs

1500 m gyors
- 17:13,89 (1983. november 20., Budapest) országos csúcs

## Sportvezetőként
Az élsport befejezését követően klubjában, a Budapesti Spartacusban gyerekekkel kezdett foglalkozni, edzője, Kiss László rábízta a mai napig híres úszóovit, amelyet egy évig ő irányított.  1992-ben a Testnevelési Egyetemen úszás szakedzői diplomát szerzett. Ugyanabban az évben elindította az Orosz Andrea Úszóiskolát, amelyben úszni tanítják a gyerekeket.
2014 áprilisa óta a Ferencvárosi Torna Club úszó-szakosztályának vezetője.

## Családja
Férjétől, Csipes Ferenc olimpiai és világbajnok kajakozótól 2001-ben vált el. Gyermekeik: Csipes Tamara olimpiai és világbajnok kajakozó és Barnabás (1991).

## Díjai, elismerései
- Az év magyar úszója (1982, 1983, 1985, 1986)